# Neues Schloss Ober Rengersdorf

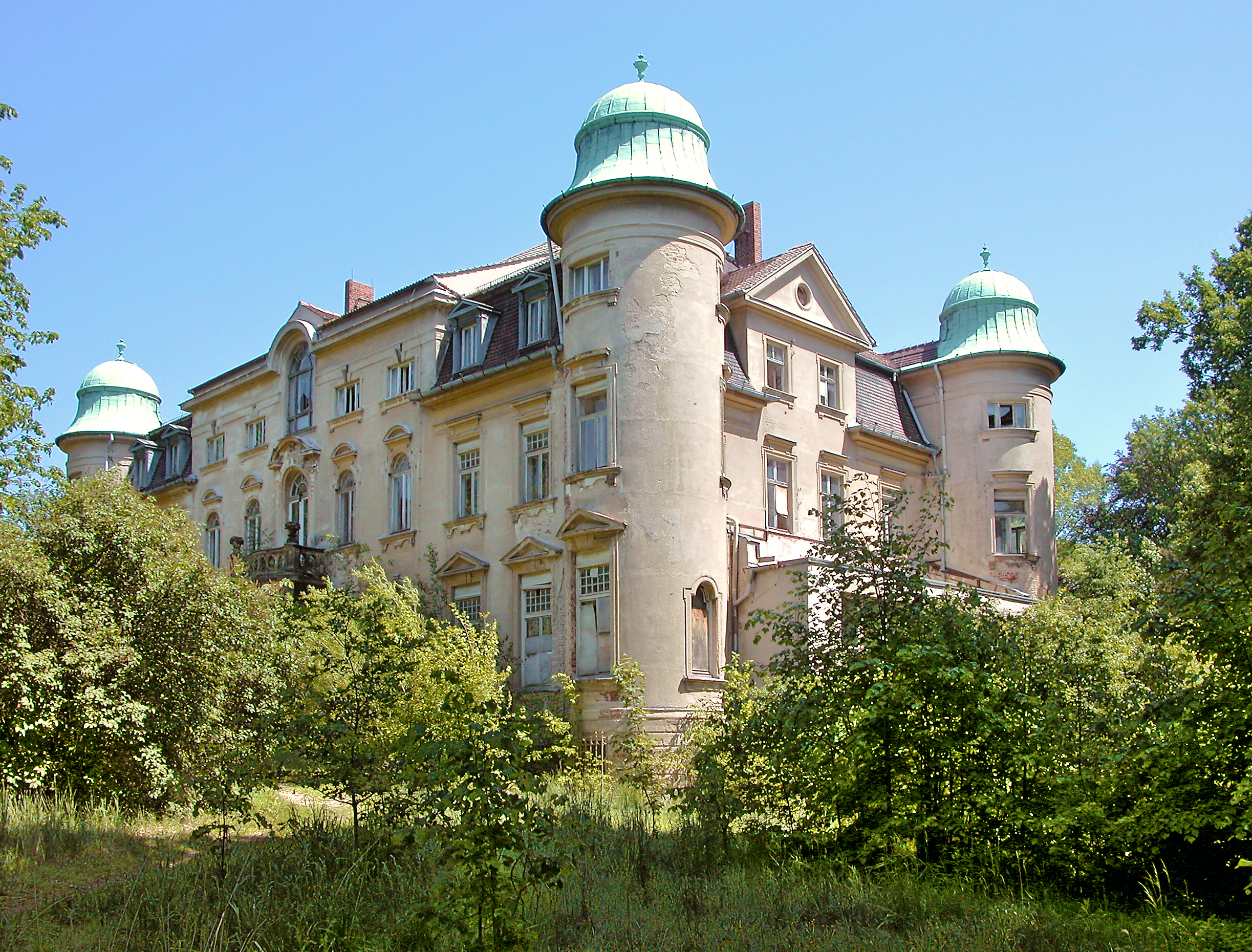
Vista desde el oeste (2007)

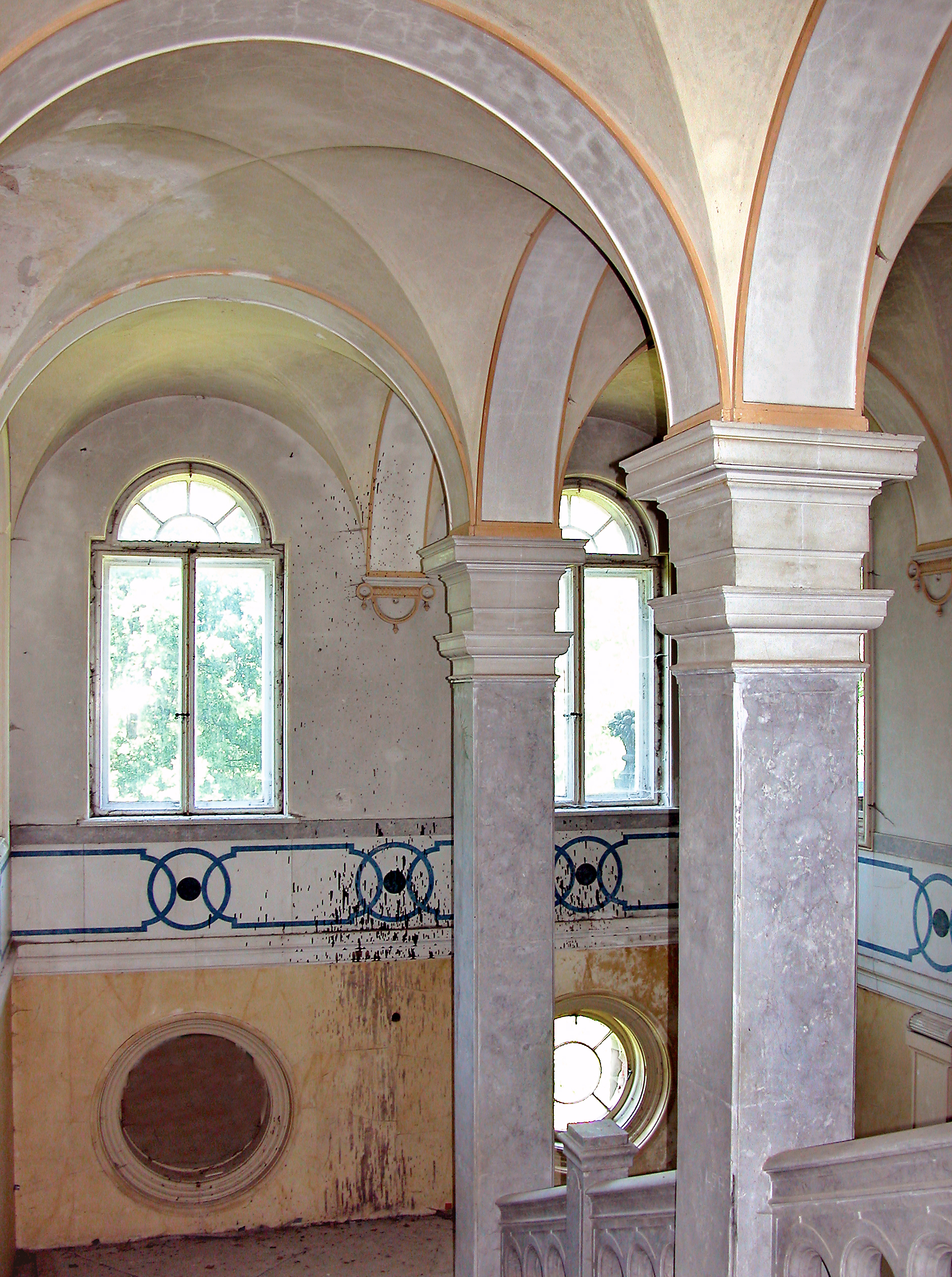
Interior (2007)

El Castillo Nuevo Ober Rengersdorf es un castillo en Ober-Rengersdorf, un lugar en el municipio de Kodersdorf en el distrito de Görlitz en la región sajona de la Alta Lusacia. Está al sur de Ober-Rengersdorf en el camino a Torga. Sirvió como la mansión de la mansión de Oberrengersdorf, que en ocasiones fue una de las más grandes de la Alta Lusacia. Está bajo protección de monumento.

## Historia
La finca Oberrengersdorf estaba un poco alejada del centro de la ciudad. Fue fundado en 1517 como obra exterior y posteriormente elevado a señorío en el siglo XVIII. En el siglo XIX, el Castillo Viejo de Ober Rengersdorf se construyó al noroeste del Castillo Nuevo como casa solariega. En 1900, Julius von Roncador compró la mansión. Durante los siguientes dos años, hizo construir una nueva casa solariega en estilo neobarroco basada en el modelo de la sede familiar en Hungría, ya que el antiguo castillo no cumplía con sus requisitos señoriales. Después de la muerte de Roncador en 1922, pasó a manos de su hijo Heinz, quien vendió la propiedad al consejero de comercio Joseph Kutz de Weißwasser solo dos años después. Él a su vez entregó el castillo como regalo de bodas a su hija y yerno Manfred Graf von Ingenheim. En 1931, Manfred Graf von Ingenheim tuvo que dividir la mansión, dejándole solo 50 hectáreas de tierra.
En 1936, un hogar de convalecencia para madres se mudó aquí. Tras el final de la Segunda Guerra Mundial y la posterior reforma agraria en la zona de ocupación soviética, los terratenientes fueron expropiados en 1945. Desde entonces, se utilizó como edificio escolar, grados 1 a 3 y cuidado después de la escuela, y jardín de infancia. Estuvo vacío desde 1992, debido a daños por la edad y vandalismo, estando en la actualidad en mal estado. En 1999 se realizaron trabajos de seguridad en el castillo. Desde entonces, varios planes de reestructuración y ventas planificados han fracasado. En enero de 2006, el actor de Hollywood Nicolas Cage se interesó en una compra, pero abandonó sus planes a favor del Castillo Neidstein de Baviera. Poco después, el presidente de la comunidad judía de Görlitz compró el castillo y lo vendió de nuevo en 2009.

## Arquitectura
El castillo es un poderoso edificio de nueve ejes bajo un techo abuhardillado, está flanqueado por cuatro torres de esquina redonda con cúpulas italianas. La entrada es un arco triunfal en el frente del edificio. En el lado del parque, el acceso es a través de un doble tramo de escaleras a una logia. l avant-corps central semicircular está coronado por un frontón decorado.